# Paloma Picasso
Paloma Picasso, rodným jménem Anne Paloma Ruiz-Picasso y Gilot, (* 19. dubna 1949 Paříž) je francouzská módní návrhářka.

## Život
Narodila se roku 1949 v Paříži jako dcera španělského malíře Pabla Picassa a malířky Françoise Gilot, která se za umělce nikdy neprovdala. Jako dítě se věnovala po vzoru rodičů malířství. Svou kariéru zahájila v 60. letech v rodném městě. Vedle oblečení se věnovala také navrhování šperků a parfémů. Roku 1973 zemřel její otec a poté, co se chtěla zúčastnit jeho pohřbu, jí byl Picassovou manželkou zabráněn vstup. Po jeho smrti na čas přestala mít zájem o návrhářství. Následujícího roku se představila v roli Alžběty Báthoryové v erotickém dramatu polského režiséra Waleriana Borowczyka nazvaném Contes immoraux. Později se však vrátila k původnímu povolání. Roku 1978 se jejím manželem stal dramatik a režisér Rafael Lopez-Cambil, manželství se rozpadlo o dvacet let později. V roce 1980 začala v New Yorku pracovat pro návrhářskou společnost Tiffany & Co. Výrazným znakem její tvorby je červená barva.